# 指挥家

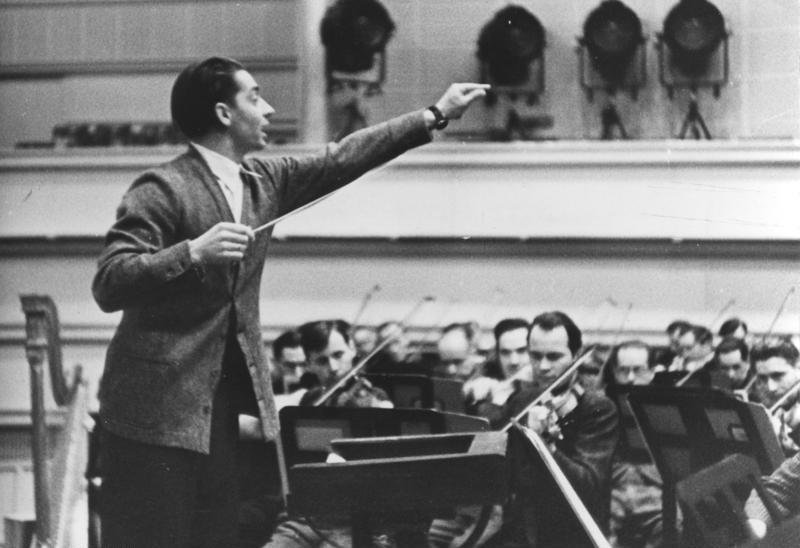
奥地利指挥家卡拉扬

指挥者（英語：conductor）指以手势操纵器樂、合唱、歌劇或聖樂等各種表演形式的人，这种操纵包括打拍子，保证声部正确的进入演奏以及个别乐句的分句处理等等，其專業學門則被稱為「指揮學」（英語：conducting）。
音樂史進行至19世纪初期，指挥者逐漸成为最重要和最受尊崇的音乐家，而且開始在作曲家的意图上建立起自己的个人风格，这种发展与音乐中的表情、以及浪漫主义因素的增加是呈現正相關的。指揮學則是指导管弦乐团、合唱队、歌剧团、舞剧团或其他音乐小组的演出或解释合奏（唱）作品的职业及技能。

## 簡說
巴洛克音乐时代，大部分音乐作品都是以小合奏团的形式表演的。指挥的角色通常由羽管键琴手或者其中一名小提琴手担任。19世纪開始，乐队规模不断扩大，没有指挥的乐队演出变得非常困难，不事演奏的專門指挥者應運而生。。廿世纪初期，欧洲相当大部分的管弦乐团依然由樂長（Kapellmeister）领导，當中与一个乐团长期合作的例子极多，而这些指挥们则会例行地为自己的乐团作曲。隨著交通技術的進步，洲際間的旅行更加便利，指揮一人兼職多團的情形在近代則更為多見。
在現代，指揮經常也是一支職業管弦樂團的靈魂人物。在總監制的樂團裡，往往可見其藝術總監或音樂總監的工作交由指揮負責，而指揮必須擘劃一整個樂季的節目與曲目安排，甚至可視為該樂團的品牌代表。在一些世界一線樂團的編制下，「首席指揮」或「藝術總監」可能僅是文字之差，實際的職責內容則是沒有區別的。
从最基本的要求来说，指挥必须指出音乐的拍子，使全体演奏（唱）者能有统一的节拍，这些动作概括地刻画出一小节内的节拍，其重拍总是用向下的动作来表示。从这个意义上来说，乐队指挥主要有两个方面的职责：
- 通过指挥棒给定演奏曲目的节奏，协调乐队的多个声部，使之能够成为一个整体。
- 通过对乐队的指挥和安排，体现乐队指挥对音乐作品的诠释和再创作。因此有人说，听大型乐队演奏，就可以知道指挥的性情修养。

指挥们喜欢用右手握指挥棒、一细棒、或者鉛筆来强调节拍的轮廓，左手則負責各个声部的进入和表示音乐的层次。為了視覺上的需求（以數十人規模樂隊的後排演奏者角度），指揮通常站在樂隊正前方的高台，總譜則置於自己前方，并通过指挥棒有节奏的击打和手臂的动作，指挥乐队的演奏。

## 历史

### 18世紀之前
11世紀時出現了「手勢音符」這種「指揮」方式，可能是最早的關於有意義的指揮技術運用的紀錄。到了17世紀，為了清楚擊拍，樂隊的領導者們（經常是首席）開始使用紙卷、短棒等工具來加強表示。傳說作曲家盧利在指揮時，被自己使用的棒子戳傷，後來甚至死於潰瘍惡化。
在18世紀時，首席小提琴開始擔負起使樂隊順利演奏的責任，以琴弓做出音樂性的指示。另外也可見魯特琴演奏者以琴頭的頓點來達到相類似的效果，更有羽管键琴的演奏者在不演奏時開始以雙手指揮。1791年9月30日，莫扎特的歌劇《魔笛》在維登劇院首演，由作曲家本人親自指揮，相關的文件和公開文宣都記載了此事。1798年，海頓也指揮了神劇《創世紀》的首演，當時他使用了指揮棒，而樂隊的樂長約瑟夫·魏格爾則仍然演奏大鍵琴。

### 19世紀

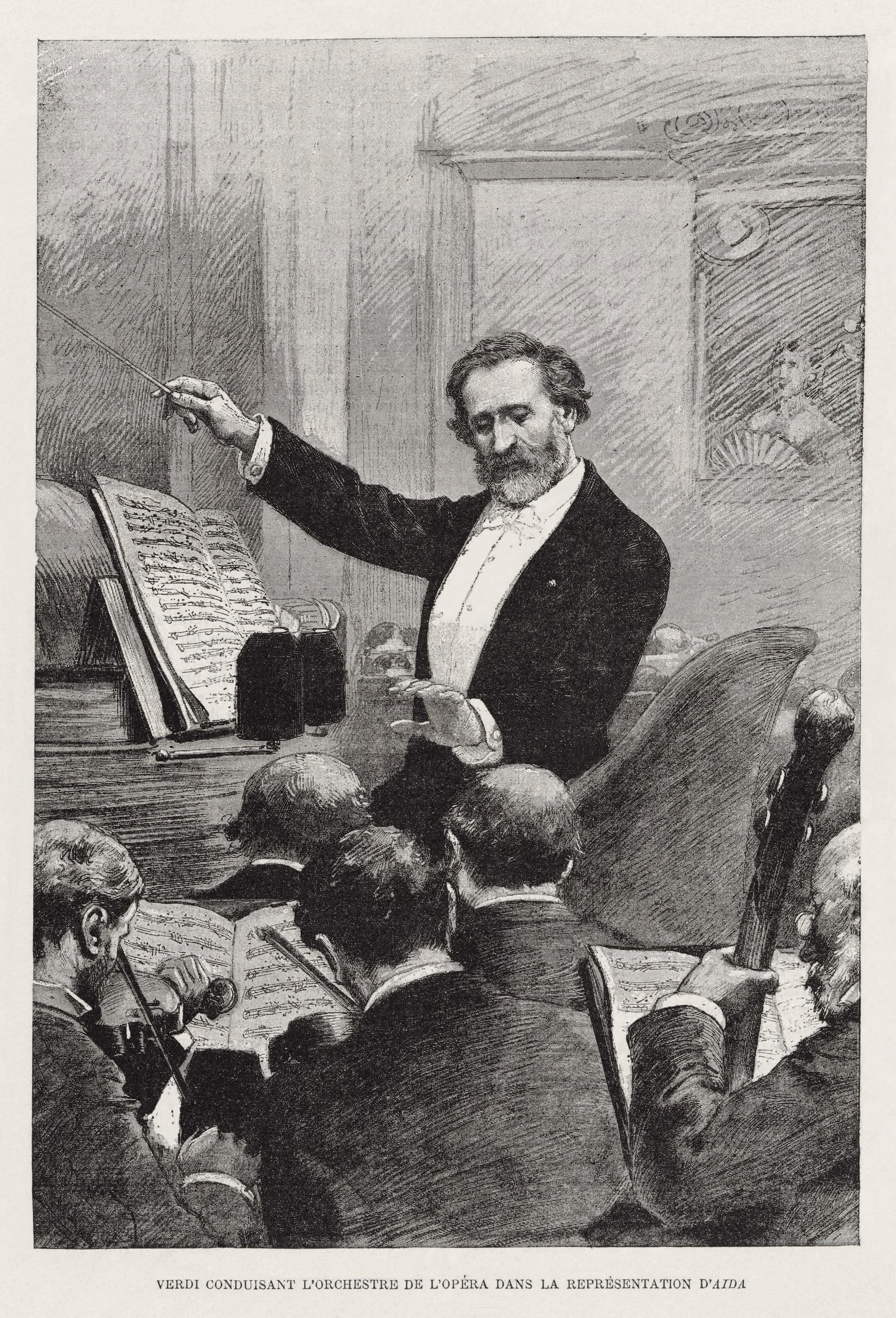
1881年的朱塞佩·威尔第，正在指揮《阿依達》

承前所言，在1820年左右，演出時不須演奏的專門指揮者已經相當普遍，這時指揮已經是一支樂隊的領導人了。在此同時，由於樂隊人數的增加，使用指揮棒也成為必要的手段，於是全體演出者都能明白指揮的手勢與意圖。當時著名的指揮們經常也是作曲家，這包括了施波尔、韦伯、朱利安和门德尔松等人。其中门德尔松在指揮時所用的木質短棒，仍可見於今時的指揮活動中。
19世紀中期的作曲大家柏辽兹和瓦格纳二人也同時有著可觀的指揮事業，他們的看法與探討遂成為「指揮學」這門專業最早的重要文獻。在此二人之後，可以說專業指揮與指揮學的發展就此步入新的階段。經常與他們歸在同一音樂風格的作曲家李斯特在晚年亦從事指揮。李斯特的學生，鋼琴家彪罗繼而將指揮的音樂工作推升到另一層次，他的細緻、精準的排練風格，尤其是將樂團拆分為小團練習的方式，深刻影響了慕尼黑、迈宁根、柏林等地的樂團，也啟發了理查德·施特劳斯與费利克斯·魏因加特纳等後輩。

### 20世紀
1895年，尼基施接任柏林爱乐乐团音樂總監，此前他在萊比錫、波士頓和倫敦等地工作。當代的重要作曲家如布鲁克纳、柴可夫斯基、勃拉姆斯等，對於尼基施的指揮都是讚譽有加。勃拉姆斯甚至表示，尼基施指揮自己的第4號交響曲的表現「簡直就是模範，沒有任何人可以超越」。尼基施於1912年4月率領伦敦交响乐团西巡，這是首次有歐洲樂團在美國巡迴演出。他所留下的影音紀錄，例如1913年11月的貝多芬第5號交響曲，是現代科技所捕捉最早的指揮影像。由這些資料中可見，尼基施以眼神接觸來帶動樂團演奏的能力，即使放在今天仍是一絕。弗里兹·莱纳就曾表示，尼基施的風格對他有重要的影響。
次一代的指揮，以托斯卡尼尼與富特文格勒為首，開始動用錄音技術留存自己獨特的樂曲詮釋與指揮藝術。在藝術層面，前者對於威爾第有絕對的權威性，指揮貝多芬、布拉姆斯等人的作品時所用的速度則經常偏快。後者以華格納、布魯克納的演出為人稱道，在貝多芬、布拉姆斯方面卻經常可見許多彈性速度的運用。作為一名現代作曲-指揮家（富特文格勒亦從事作曲），可以說他承繼了華格納的指揮路線，是將自己的詮釋與解讀冠於樂譜的代表性人物。他們的指揮技術亦是南轅北轍：托斯卡尼尼使用長度甚長的指揮棒，打出清楚的節拍，甚少使用左手，富特文格勒的指揮則被許多人認為模糊難辨。直到這時為止，一位指揮者究竟應該具備什麼樣的「技術」，在樂界仍然沒有具體的共識。戰後的重要指揮如斯托科夫斯基、克伦佩勒、卡拉揚和伯恩斯坦等人，其指揮畫面也是各異其趣。

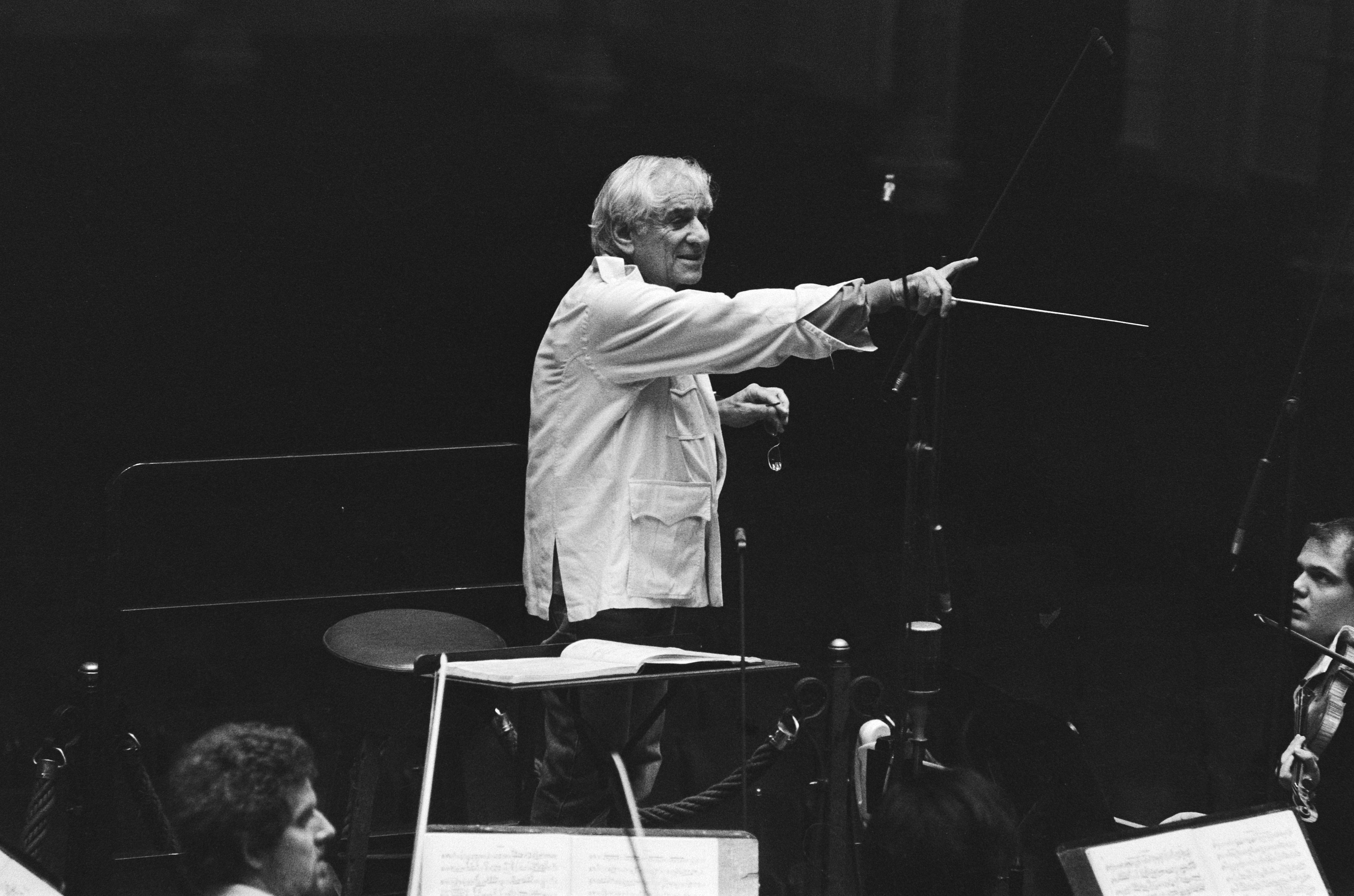
伦纳德·伯恩斯坦指揮王家音樂廳管弦樂團，1985年

六〇年代，卡拉揚與伯恩斯坦構成另外一組對比，前者是「歐洲藝術總指導」，握有柏林、維也納兩支頂尖樂團，後者則是纽约爱乐的領導。相較於卡拉揚精於控制的指揮風格，伯恩斯坦的肢體、面部語言顯得極為奔放，而他們的指揮方式也深入影響了所屬樂團的聲音美學。在此之外，卡拉揚與伯恩斯坦都是媒體好手，不過一人面向大眾，另一人則醉心自我。威廉·门格尔贝格則以大量的排練時間來形塑與樂團的默契，但這樣的方式在科技進步的時代已漸趨少見。

### 21世紀
由歐美男性所專斷的指揮界，在21世紀有了新的變化。愈來愈多女指揮受到世界重要樂團的雇用，亞洲指揮也開始佔有一席之地。日本的小泽征尔，韓國的郑明勋，以及出身印度的祖宾·梅塔都是一時之選。

## 技術特點
指揮技術發展至今，有許多制式的守則可用，但也仍有很大比例的操作出自於主觀。從養成階段一直到職業音樂圈，仍可見各種不同的指揮方式。總地來看，指揮者的首要任務在於在演奏時統率樂團，給予方向，設定速度，指出清楚的預備與拍點等，另外則是聲音與樂曲結構的詮釋。在演出時，這些都必須透過非口語的方式進行，但在一般的狀況下，職業樂團有一定次數的演前排練，指揮者會在這時給予其他的指示與要求，業餘樂團的排練頻率則視團員的經濟、音樂水平而可能浮動，指揮者也必須因地制宜。
指揮者透過易懂的手勢，來傳達包括速度、強弱與演奏法等必要元素，這是與樂團溝通最為直接且有效的方式。這些手勢在一名指揮者的養成階段就必須被訓練，在閱讀樂譜時需要做出相對應的手勢設計，但在演出時往往也會有即興發揮的成分。部分的教科書著重於指揮器樂與人聲的技術差異，但這樣的差異可能並非絕對性的。

### 劃拍

2/4拍子，2/2拍子，或者快速的6/8拍子

3/4拍子和3/8拍子

4/4拍子

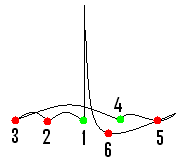
慢速的6/8拍子

一般來說，奏出第一個音之前的起拍（呼吸拍）是一個向上的手勢，其中同時帶有速度（甚至是力度）的指示。起拍可以是一個，也可以是數個，通常由右手操作。假若第一音並不始於重拍或第一拍，其起拍之擊拍方向通常與之相反。之後，視作品的拍號不同，在音樂行進間保持劃定一基本的圖形（如圖示），方便樂隊的大部分成員都能識別。
不論在什麼樣的拍號底下，清楚且堅定的向下手勢，可以幫助樂隊抓住每一個小節的重音所在，必要時（演奏變拍複雜的作品時，例如《春之祭》）也有助於演出人員重回軌道。相對於此，為了預備下一個重音，每個小節的最後一拍則必定是向上的手勢。在拍與拍之間，指揮所做出的「擊拍」瞬間，被稱為「拍點」（ictus）。

### 強弱力度
拍點的「大小」，或說強烈程度，以及劃拍線條的線條長短、走勢，都可以是樂團據以辨識演奏力度的直接語言。除了所劃圖形的尺寸之外，將單手（或是雙手）同時上舉，經常意味著漸強與大聲，反之則是漸弱與小聲。

### 指挥棒
指挥用于打拍子和表达演奏表情的棒，一般用於右手。指挥棒的确切起源无从考证，其使用則始于19世纪的德国。棒的长度有多种，有些指挥家（如里希特和博尔特）用一根长指挥棒。不过一般来说，指挥爱用轻而短的指挥棒，这样可以在除了击打小节的节拍之外能作出更多的暗示；因而有所谓的“用棒技巧”（stick technique）。
有些指挥者不用指挥棒，仅用他们的双手（当然还有他们的眼睛）。也有许多指挥家遵循长期以来指挥无伴奏合唱的做法，選擇不用指挥棒。這樣的例子包括布莱兹、捷米爾卡諾夫、斯托科夫斯基、奥曼迪、米特罗普洛斯、小澤征爾等人。另外，库尔特·马苏尔則是因為無法握持指揮棒，而必須空手指揮。

### 其它
在右手負責音樂行進的必要元素之餘，左手一般則使用在較富表達性的時機，例如不同樂器的音色。此外各個聲部的進入，特別是對於休息許久的管樂、打擊部門來說，指揮高舉的左手可以起到額外的提示作用。有些指揮家，例如廿世紀早期的理查德·施特劳斯，主張指揮者與他的活動可以（甚至是應當）完全不使用左手，這樣的看法近來已非主流。

## 教育與養成
現今，在世界各地的大專院校，設有專門的指揮學系、所。年輕指揮除了學習音樂史、理論的知識之外，對於樂隊的實際演練尤其關鍵。許多指揮者在起步階段都會選擇與專業鋼琴合作搭檔，在沒有樂隊可供實時使用的前提下，鋼琴合作對指揮意圖的揣摩與演奏，是指揮者在學成階段重要的一環。另外，在樂團、合唱團當中實際演奏／唱，對於指揮的聲音品味也有直接的助益。

### 中華民國（台灣）
在台灣，國立臺灣師範大學是最早開設指揮碩士文憑的大學，另外包括國立臺北藝術大學、國立臺北教育大學等，以及私立院校如輔仁大學、東海大學、東吳大學等，在研究所階段也都各自開設了指揮學位。

## 代表人物

### 20世紀偉大指揮家
繼《20世紀偉大鋼琴家》之後，EMI在20世紀的另一唱片巨集為《20世紀偉大指揮家》（英語：Great Conductors of the 20th Century）系列。此系列陸續出版共40輯，收錄40位指揮家，可為「代表性」指揮者的重要觀點（依出版序、字母序）：
| - 卡雷爾·安切爾 - 恩奈斯特·安塞美 - 阿塔烏爾弗·阿根塔 - 约翰·巴比罗利 - 弗里茨·布施 - 安德烈·克鲁伊滕斯 - 弗里乔伊·费伦茨 - 尼古拉·戈洛瓦诺夫 - 埃里希·克莱伯 - 謝爾蓋·庫塞維茲基 - 尼古拉·馬爾科 - 伊戈尔·马克维奇 - 尤金·奥曼迪 - 卡尔·舒李希特 - 布鲁诺·瓦尔特 | 2002年9月新版增加： - 阿德里安·博尔特 - 阿尔伯特·科茨 - 卡尔罗·马里亚·朱里尼 - 奥托·克伦佩勒 - 保羅·克萊茨基 - 皮埃尔·蒙特 - 查理·明希 - 利奥波德·斯托科夫斯基 - 瓦茨拉夫·塔利奇 | 2003年5月新版增加： - 汤玛斯·比彻姆 - 爱德华·范·贝纳姆 - 卡爾·貝姆 - 鲁道夫·肯普 - 季米特里斯·米特罗普洛斯 - 叶夫根尼·穆拉文斯基 - 阿圖爾·羅德津斯基 - 赫尔曼·舍尔兴 - 塞尔·乔治 - 费利克斯·魏因加特纳 | 其他： - 塞尔吉乌·切利比达克 - 威廉·富特文格勒 - 赫伯特·冯·卡拉扬 - 拉法埃尔·库贝利克 - 弗里兹·莱纳 - 阿图罗·托斯卡尼尼 |

西方觀點之外，日本音樂之友社（音楽之友社，Ongaku No Tomo Sha）也提出一份龐大的名單，即《世界指揮家名鑑866》（世界の指揮者名鑑866，2010年），除了上文提到的大部分指揮之外，也追加了幾位活躍於世紀之交的重要指揮人物，例如：克劳迪奥·阿巴多、君特·旺德、汉斯·克纳佩茨布施、卡洛斯·克莱伯、乔治·索尔蒂、圖利奧·塞拉芬、科林·戴维斯、克劳斯·滕施泰特以及伦纳德·伯恩斯坦等人。此外，也有許多亞洲指揮被列入這份名單當中。

### 女指挥家

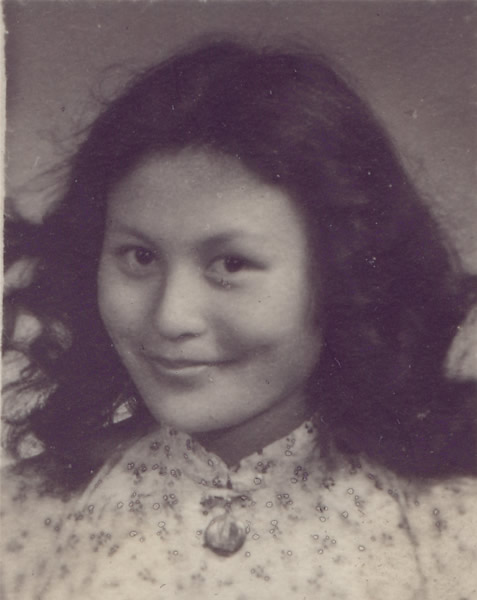
女指挥家郑小瑛

职业指挥家一直由男性垄断。首位女指挥家是娜迪亚·布朗热（Nadia Boulanger）於1938年指挥了波士顿管弦乐团。中国第一位女指挥家是郑小瑛，后有女指挥家张培豫。
香港有女指挥家叶咏诗。
时至今日，世界音乐舞台上，依然较少有女性能成为指挥家。著名者有馬林·阿爾索普、西蒙娜·扬等人。

## 其他

### 文獻回顧
- 承前，埃克托·柏辽兹是對指揮藝術提出創建的早期代表人物之一，在著作中他嘗表示，指揮「必須要使團員能感受到他所散發出來的音樂素養，而將之演奏出來，然後指揮者的情緒才能和團員互相溝通，他的熱情才能溫暖他們，他的威力才能激動他們，而使音樂光芒四射。」[15]

## 外部連結
- 维基共享资源上的相關多媒體資源：指挥家